# بیلی فیچفورد
بیلی فیچفورد (انگلیسی: Billy Fitchford؛ ۱۴ مه ۱۸۹۶ – ۱۳ آوریل ۱۹۶۶ (۶۹ سال)) بازیکن فوتبال اهل بریتانیا بود.
از باشگاه‌هایی که در آن بازی کرده‌است می‌توان به باشگاه فوتبال استوک سیتی، باشگاه فوتبال گلوسوپ نورث اند، باشگاه فوتبال کونگلتون تاون، و باشگاه فوتبال پورت ویل اشاره کرد.